# أولاد سيدي عيسى (سيدي عيسى)
أولاد سيدي عيسى هي إحدى مشيخات المملكة المغربية، تتبع جغرافيا لإقليم آسفي وإداريًا لسيدي عيسى. يقدر عدد سكانها بـ 1946 نسمة حسب الإحصاء الرسمي للسكان والسكنى لسنة 2004.